# Tasogare Otome × Amnesia – Niepamięć panny zmierzchu
Tasogare Otome × Amnesia – Niepamięć panny zmierzchu (jap. 黄昏乙女×アムネジア Tasogare Otome × Amunejia; także jako: Dusk Maiden of Amnesia) – shōnen-manga napisana oraz ilustrowana przez Maybe. Była wydawana w latach 2009–2013 przez Square Enix w czasopiśmie Gekkan Gangan Joker. Manga doczekała się również animowanej adaptacji, wyprodukowanej przez Silver Link – anime emitowane było w 2012 roku i składa się z 13 odcinków. W Polsce manga została wydana nakładem wydawnictwa Waneko.

## Zarys fabuły
Świeżo upieczony gimnazjalista, Teiichi Niiya, dostaje się do Prywatnej Akademii Seikyō. Gdy pewnego dnia gubi się w jednym ze starych szkolnych budynków, spotyka dziewczynę o imieniu Yūko Kanoe, która mówi mu, że jest duchem nieposiadającym wspomnień. Teiichi decyduje się pomóc duchowi dowiedzieć się kim była i jak zginęła, badając każdą z siedmiu zagadek z nią związanych.

## Bohaterowie
- Teiichi Niiya (jap. 新谷 貞一 Niiya Teiichi) – główny bohater. Dołącza do szkolnego klubu badaczy zjawisk paranormalnych założonego przez Yuko, by dowiedzieć się więcej o tym jak zginęła.

Seiyū: Tsubasa Yonaga
- Yūko Kanoe (jap. 庚 夕子 Kanoe Yūko) – znana w szkole jako panna Yūko – bohaterka wielu opowieści o duchach krążących po szkole. Jest duchem nawiedzającym Akademię i przewodniczącą klubu badaczy zjawisk paranormalnych. Wiecznie radosna i lubiąca płatać uczniom figle, choć potrafi również być bardzo zazdrosna gdy jakaś dziewczyna chce się zbliżyć do Teiichiego.

Seiyū: Yumi Hara
- Momoe Okonogi (jap. 小此木 ももえ Okonogi Momoe) – członkini klubu badaczy zjawisk paranormalnych. Wisi Teiichi przysługę za uratowanie jej życia. Wyszukuje różne historie o duchach w szkole by przysłużyć się klubowi. Jest także jedyną jego członkinią, która nie jest w stanie zobaczyć Yūko, pomimo świadomości że naprawdę istnieje. Podziwia Teiichiego i bardzo go lubi.

Seiyū: Misato Fukuen
- Kirie Kanoe (jap. 庚 霧江 Kanoe Kirie) – członkini klubu badaczy zjawisk paranormalnych i krewna Yūko (jest wnuczką jej siostry). Jest jedyną bohaterką poza Teiichim i jej babcią która widzi Yūko. Boi się duchów i początkowo wierzyła, że Yūko jest złym duchem.

Seiyū: Eri Kitamura

## Manga
Była wydawana przez Square Enix w czasopiśmie Gekkan Gangan Joker od 22 kwietnia 2009 do 22 czerwca 2013. Pierwszy tankōbon został wydany 22 sierpnia 2009, a ostatni 22 listopada 2013. Ponadto wydano także tom 8.5, który był przewodnikiem po historii, a także antologię przygotowaną przez kilku różnych autorów. Tom ten opublikowano 22 listopada 2012 roku.
| Nr | Język japoński    | Język japoński         | Język polski      | Język polski           |
| Nr | Data wydania      | ISBN                   | Data wydania      | ISBN                   |
| -- | ----------------- | ---------------------- | ----------------- | ---------------------- |
| 1  | 22 sierpnia 2009  | ISBN 978-4-7575-2655-6 | 18 września 2014  | ISBN 978-83-64508-32-5 |
| 2  | 22 stycznia 2010  | ISBN 978-4-7575-2779-9 | 27 listopada 2014 | ISBN 978-83-64508-33-2 |
| 3  | 22 lipca 2010     | ISBN 978-4-7575-2939-7 | 27 stycznia 2015  | ISBN 978-83-64508-34-9 |
| 4  | 22 stycznia 2011  | ISBN 978-4-7575-3128-4 | 24 marca 2015     | ISBN 978-83-64508-35-6 |
| 5  | 22 lipca 2011     | ISBN 978-4-7575-3293-9 | 25 maja 2015      | ISBN 978-83-64508-36-3 |
| 6  | 22 marca 2012     | ISBN 978-4-7575-3530-5 | 20 lipca 2015     | ISBN 978-83-64508-37-0 |
| 7  | 21 kwietnia 2012  | ISBN 978-4-7575-3569-5 | 18 września 2015  | ISBN 978-83-64508-38-7 |
| 8  | 22 listopada 2012 | ISBN 978-4-7575-3792-7 | 18 listopada 2015 | ISBN 978-83-64508-39-4 |
| 9  | 22 czerwca 2013   | ISBN 978-4-7575-3989-1 | 18 stycznia 2016  | ISBN 978-83-64508-40-0 |
| 10 | 22 listopada 2013 | ISBN 978-4-7575-4091-0 | 18 marca 2016     | ISBN 978-83-64508-41-7 |

### Antologia
Powiązana z serią jest także komiksowa antologia, do której rysunki wykonali między innymi Niko Tanigawa, Akuro Yoshibe i Tatsuneko. Wydano go pod nazwą Tasogare Otome × Amnesia × Anthology (jap. 黄昏乙女×アムネジア×アンソロジー).
| Nr | Język japoński    | Język japoński         | Język polski | Język polski |
| Nr | Data wydania      | ISBN                   | Data wydania | ISBN         |
| -- | ----------------- | ---------------------- | ------------ | ------------ |
| x  | 22 listopada 2012 | ISBN 978-4-7575-3793-4 | —            |              |

## CD
Firma Frontier Works 22 lipca 2010 roku wydała słuchowisko na podstawie mangi, pod tym samym tytułem.

## Anime
Anime na podstawie mangi zostało wyprodukowane przez Silver Link i było emitowane między kwietniem a czerwcem 2012 roku – całość składała się z 12 odcinków. Odcinek trzynasty nie był emitowany w telewizji, dołączono go do wydania serialu na DVD i Blu-ray. Czołówką serii jest piosenka „Choir Jail” autorstwa Konomi Suzuki, a endingiem jest piosenka „Karandorie” (jap. カランドリエ) śpiewana przez Aki Okui. Piosenka ta jest również wykonywana przez Yumi Harę w odcinku jedenastym. W odcinku dwunastym pojawia się piosenka pt. „Requiem” autorstwa Nao Hiiragi. 
| N/o | Tytuł                     | Premiera                |
| --- | ------------------------- | ----------------------- |
| 1   | Yūrei Otome (幽霊乙女)    | 8 kwietnia 2012         |
| 2   | Kaikō Otome (邂逅乙女)    | 15 kwietnia 2012        |
| 3   | Konkoku Otome (昏黒乙女)  | 22 kwietnia 2012        |
| 4   | Futsugyō Otome (払暁乙女) | 29 kwietnia 2012        |
| 5   | Shōkei Otome (憧憬乙女)   | 6 maja 2012             |
| 6   | Fukushū Otome (復讐乙女)  | 13 maja 2012            |
| 7   | Bōkyaku Otome (忘却乙女)  | 20 maja 2012            |
| 8   | Tsuioku Otome (追憶乙女)  | 27 maja 2012            |
| 9   | Onnen Otome (怨念乙女)    | 3 czerwca 2012          |
| 10  | Sōshitsu Otome (喪失乙女) | 10 czerwca 2012         |
| 11  | Kōrui Otome (紅涙乙女)    | 17 czerwca 2012         |
| 12  | Tasogare Otome (黄昏乙女) | 24 czerwca 2012         |
| 13  | Taima Otome (退魔乙女)    | 28 listopada 2012 (DVD) |

## Powiązane
Wydawnictwo Square Enix 22 listopada 2012 wydało przewodnik po serii, zatytułowany Tasogare Otome × Amnesia 8.5 Kōshiki Guide Book (jap. 黄昏乙女×アムネジア 8.5 公式ガイドブック Tasogare otome × amunejia 8.5 kōshiki gaidobukku).